# Jagdstaffel 70
Jagdstaffel 70 - Königlich Preußische Jagdstaffel Nr. 70 - Jasta 70 jednostka lotnictwa niemieckiego Luftstreitkräfte z okresu I wojny światowej.

## Informacje ogólne
Jednostka została utworzona 6 lutego 1918 roku w Fliegerersatz Abteilung Nr. 11 w Brzegu. Pierwszym dowódcą eskadry został ppor. Hans Schlieter  z Jagdstaffel 30. Zdolność operacyjną jednostka uzyskała 18 lutego. 22 lutego została przeniesiona do  obszaru Armee Abteilungen "A" i stacjonowała na polowym lotnisku w Buhl-Lorraine. Wkrótce została przeniesiona do Origly-St. Benoite skąd odniosła pierwsze zwycięstwo. 7 kwietnia 1918 roku została przeniesiona do Stotzheim w departamencie Bas-Rhin, Alzacja.
Eskadra walczyła między innymi na samolotach Albatros D.V, Fokker D.VII. 
Jasta 70 w całym okresie wojny odniosła ponad 14 zwycięstw nad samolotami nieprzyjaciela. W okresie od lutego 1918 do listopada 1918 roku jej straty wynosiły 2 zabitych w walce oraz 3 rannych. Jednostka została rozformowana 6 grudnia 1918 roku.

## Dowódcy Eskadry
| Stopień   | Nazwisko       | Okres                   |
| --------- | -------------- | ----------------------- |
| Porucznik | Hans Schlieter | 06.02.1918 - 16.09.1918 |
|           |                | 16.09.1918 - 11.11.1918 |